# Asociación Scouts del Uruguay
La Asociación Scouts del Uruguay fue una institución scout uruguaya, que funcionó entre 1983 y 1994, con el reconocimiento internacional de la Organización Mundial del Movimiento Scout.

## Historia
En 1983 dos asociaciones scouts que funcionaban en el Uruguay (Asociación Nacional de Boy Scouts del Uruguay (ANBSU) y el Instituto Uruguayo de Escultismo (IUDE) decidieron unirse y formar una sola institución: la Asociación de Scouts del Uruguay, que adoptó el uniforme kaki de la ANBSU y se ciñó a las directivas internacionales de la Oficina Mundial.
En 1985 se unieron a la ASU los Scouts del Norte, una institución de tres grupos del departamento de Rivera. En 1989 se realizó el Primer Jamboree Nacional en la localidad de Balneario Iporá, en el departamento de Tacuarembó.
Tras la Conferencia Scout Interamericana de 1990 realizada en la Intendencia Municipal de Montevideo con la presencia de scouts de todo el continente, comenzó el diálogo entre la ASU y la Asociación de Scouts Católicos del Uruguay (ASCU) para unificar el escultismo uruguayo en una sola institución. Fruto de estas conversaciones surgió en 1994 el Movimiento Scout del Uruguay.
En 2000 algunos grupos históricos de la antigua ASU decidieron abandonar el Movimiento Scout del Uruguay para fundar una nueva institución que recibió el nombre de Scouts de Uruguay (SDU).

## Metodología
ASU trabajaba con los siguientes rangos de edades:
- Manada de Lobatos (masculina o mixta) y Colmena de Abejas (femenina), de 7 a 10 años.
- Tropa de Scouts (masculina) y Compañía de Guías (femenina), de 11 a 15 años.
- Clan de Rovers (mixto), de 16 a 19 años.
- Comunidad de Rovers Mayores (mixto), de 19 a 21 años.

## Ley Scout
La Asociación Scouts del Uruguay utilizaba la versión clásica de la Ley Scout:
- 1 - El scout cifra su honor en ser digno de confianza.
- 2 - El scout es leal para con su patria, padres, jefes y * subordinados.
- 3 - El scout es útil y ayuda a los demás sin pensar en recompensa.
- 4 - El scout es amigo de todos y hermano de todo scout sin distinción de raza, credo, nacionalidad o clase social.
- 5 - El scout es cortés y caballeroso.
- 6 - El scout ve en la naturaleza la obra de Dios y cuida de animales y plantas.
- 7 - El scout obedece sin replicar y hace las cosas en orden y completas.
- 8 - El scout ríe y canta frente a sus dificultades.
- 9 - El scout es económico, trabajador y cuidadoso del bien ajeno.
- 10 - El scout es limpio y sano, puro en pensamiento, palabras, obras y acciones.

## Promesa Scout (ASU)
"Por mi honor prometo hacer cuanto de mi dependa para cumplir mis deberes para con Dios y la Patria, ayudar al prójimo en toda circunstancia y cumplir fielmente la Ley Scout"
Promesa Scout en otros países: 

## Grupos integrantes de la ASU
Algunos grupos integrantes de la ASU en Montevideo fueron:
- Grupo N.º 1 "First Montevideo"
- Grupo N.º 2 “Roland Philipps”
- Grupo N.º 3 “Pedro Campbell”
- Grupo Nº 4 “León de Palleja”
- Grupo N.º 5 “Los Chanás”
- Grupo N.º 6 “Nueva Pompeya”
- Grupo N.º 7 “Séptimo”
- Grupo N.º 8 "San Charbel"
- Grupo N.º 9 “Atilio Pelossi”
- Grupo N.º 12 “Lecocq”
- Grupo N.º 20 "Ituzaingo"
- Grupo N.º 21 “James Best”
- Grupo N.º 25 “Malvín Alto”
- Grupo N.º 27 “Scouts Marinos”
- Grupo N.º 28 "Aragone"
- Grupo N.º 29 “Fátima”
- Grupo N.º 32 “Los Molinos”
- Grupo N.º 33 “Ashanti”
- Grupo N.º 36 “Baden Powell”
- Grupo N.º 40 “Armonía”
- Grupo N.º 45 “San Vicente de Paul” (luego “Juan de Córdoba”)
- Grupo N° 46 "Inca"
- Grupo N.º 47 “Brigham Young”
- Grupo N.º 51 “Domingo Savio”
- Grupo N.º 53 "San Juan Bosco"
- Grupo N.º 54 “Tabaré” (luego “Padre José Molas”)
- Grupo N.º 56 “Jacob Hamblin”
- Grupo N.º 57 "Santa Maria del Sur"
- Grupo N.º 83 “Toronto”
- Grupo N.º 85 "Don Orione"
- Grupo N.º 97 "El Pino"
- Grupo N.º 217 "Fuerte Mafeking"

Fueron también integrantes de la ASU grupos del Interior del país [lista incompleta]:
- Grupo N.º 1 "Don Bosco" - Mercedes, Soriano.
- Grupo N.º 1 "José Artigas" - Juan Lacaze, Colonia
- Grupo N.º 7 "Atanasio Sierra" - Las Piedras, Canelones